# Millieriidae
Famille
Les Millieriidae sont une famille de lépidoptères du clade des Ditrysia.

## Liste des genres et espèces
Selon Catalogue of Life (6 juillet 2025) :
- Millieria Ragonot, 1874
  - Millieria dolosalis (Herrich-Schäffer, 1854)
- Nyx Heppner, 1982
  - Nyx puyaphaga Heppner, 1982
  - Nyx viscachensis Beéche, 1998
- Phormoestes Heppner, 1982
  - Phormoestes palmettovora Heppner, 1982

## Systématique
Le nom valide de ce taxon est Millieriidae Heppner (d), 1982,. Son genre type est Millieria Ragonot, 1874.
Cette famille a été initialement définie comme étant une sous-famille des Choreutidae sous le taxon Millieriinae.
Millieriidae a pour synonymes : Millieriinae.

### Étymologie
Millieriidae reprend l'étymologie du nom générique Millieria que Ragonot a dédié à l'entomologiste français Pierre Millière (1811-1887).

### Publication originale
- (en) John B. Heppner, « Millieriinae, a new subfamily of Choreutidae, with new taxa from Chile and the United States (Lepidoptera: Sesioidea) », Smithsonian contributions to zoology, États-Unis, vol. 370,‎ 1982, p. 1-27 (ISSN 0081-0282, e-ISSN 1943-6696).